# Economie van Turkije
De economie van Turkije is de 18e economie van de wereld. De CIA classificeert Turkije als een ontwikkeld land. Turkije wordt door economen en politicologen vaak beschouwd als een nieuw geïndustrialiseerd land en is een van de stichtende leden van de OESO (1961) en de G-20 grote economieën (1999). Sinds 31 december 1995 maakt Turkije deel uit van de douane-unie van de EU. Het bbp per inwoner van Turkije plaatst het land tussen de hogere midden-inkomenslanden.

## Macro-economische ontwikkelingen
De economie van Turkije is een complexe mix van traditioneel vakmanschap en moderne industrie, in toenemende mate gedomineerd door de laatstgenoemde. Turkije heeft een sterke en snelgroeiende particuliere sector, maar de staat speelt nog steeds een belangrijke rol in de industrie, het bankwezen, transport en communicatie. In de afgelopen jaren is de Turkse economie sterk gegroeid, in 2010 groeide de economie met 8,9%. Hoewel de effecten van de internationale financiële crisis niet aan het land voorbijgingen (de export kelderde hard in 2009) werd de Turkse financiële sector hier niet door getroffen. Als beloning voor zijn solide financiële beleid ontving Turkije tijdens de financiële crisis meerdere positieve herwaarderingen van grote kredietbeoordelaars. Hierdoor is het voor Turkije nu makkelijker geworden om geld te lenen dan enkele EU-lidstaten als Griekenland en Ierland. Ook op enkele andere graadmeters is Turkije in de laatste jaren de EU genaderd, zo scoorde Turkije in 2010 beter dan 9 EU-lidstaten op de Corruptieperceptie-index. Ook het gemiddeld inkomen in Turkije is met zo'n 15.100 dollar boven of op gelijk niveau met de armste EU-lidstaten.
Volgens het tijdschrift Forbes had Istanboel, Turkijes financiële hoofdstad, een totaal van 35 miljardairs met ingang van maart 2008 (tegen 25 in 2007), waarmee het op de vierde plaats in de wereld stond achter Moskou (74 miljardairs), New York (71) en Londen (36).

### Agrarische sector
De grote agrarische sector is goed voor 11,2% van de werkgelegenheid in 2006. Met ingang van maart 2007, is Turkije wereldwijd de grootste producent van hazelnoten, kersen, vijgen, abrikozen, kweeperen en granaatappels, de op een na grootste producent van watermeloenen, komkommers en kikkererwten; de op twee na grootste producent van tomaten, aubergines, paprika's, linzen en pistachenoten, de op drie na grootste producent van uien en olijven, de op vier na grootste producent van suikerbieten, de op vijf na grootste producent van tabak, thee en appels; de op zes na grootste producent van katoen en gerst; de op zeven na grootste producent van amandelen; de op acht na grootste producent van tarwe, rogge en pomelo's, en de op negen na grootste producent van citroenen. Turkije is zelfvoorzienend in voedselproductie sinds de jaren 1980. De landbouwproductie is steeds met een respectabel percentage gegroeid. Echter is sinds de jaren 1980 de landbouw in een staat van achteruitgang in vergelijking met de totale economie. Landbouwleningen zijn uitgegeven met een negatieve rente.
Van oudsher is het boerenland van Turkije tamelijk versnipperd. Volgens de volkstelling in 1990, "was 85% van het landbezit onder 10 hectare en 57% daarvan was in vier of meer niet aangrenzende delen versplinterd." Vele oude gewoonten in de landbouw blijven wijdverspreid, maar verwacht wordt dat deze tradities zullen veranderen met het toetredingsproces tot de EU. Subsidies voor meststoffen en bestrijdingsmiddelen zijn beperkt. De regering heeft ook vele geplande projecten, zoals het Project Zuidoost-Anatolië (GAP-project). De komst van de GAP belooft een zeer voorspoedige toekomst voor de zuidoostelijke landbouw.
De veeteelt, vergeleken met de eerste jaren van de Republiek, toonde kleine verbeteringen in productiviteit en de latere jaren van het decennium zagen stagnatie. Niettemin hebben veeteeltproducten, inclusief vlees, melk, wol en eieren, bijgedragen tot meer dan ⅓ van de waarde van de landbouwproductie. Visserij is een ander belangrijk onderdeel van de economie.

### Industriële sector
De grootste industrie is textiel en kleding (16,3% van de totale industriële capaciteit in 2005 volgens de Staatsinstituut voor de Statistiek), gevolgd door olieraffinage (14,5%), voeding (10,6%), chemische stoffen (10,3%), ijzer en staal (8,9%), automobielen (6,3%) en machinerie (5,8%). Textiel en kleding vormt ook het grootste aandeel in de totale export (19% in 2005), gevolgd door auto's (18%), ijzer en staal (13%), witgoed (10%), chemische en farmaceutische producten (9%), en machines (7%). Turkse textielondernemingen exporteerden in 2006 ter waarde van $ 13,98 miljard, meer dan $ 10,67 miljard daarvan (76,33%) naar de EU-lidstaten.

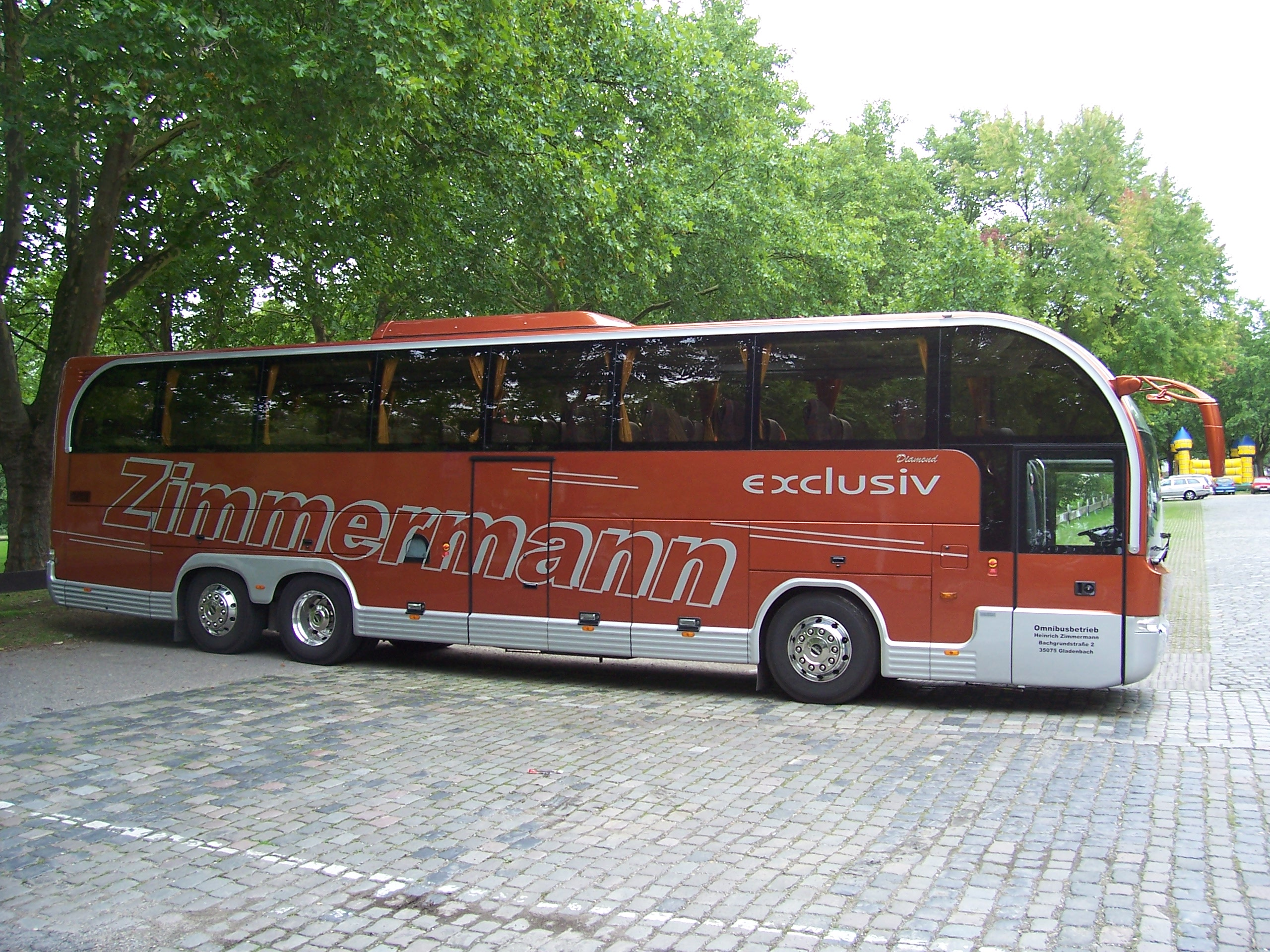
Turkse automobielbedrijven zoals TEMSA, Otokar en BMC behoren tot de grootste bus- en vrachtwagenfabrikanten

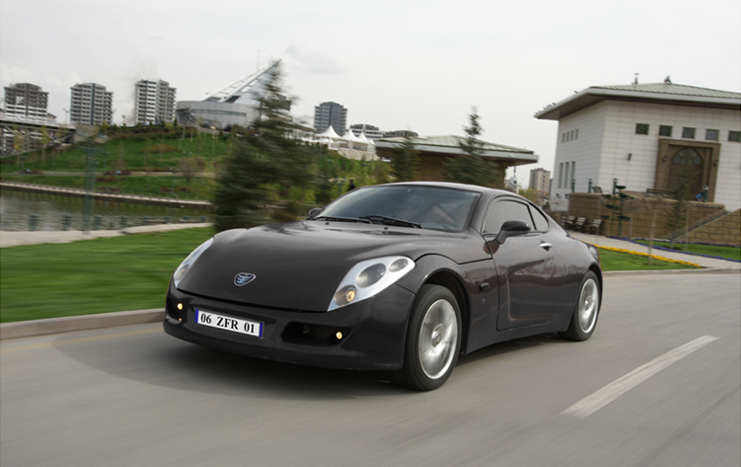
Etox is een nieuw Turks sportwagenmerk, gevestigd in Ankara

Vestel Electronics van Turkije is de grootste tv-producent in Europa, goed voor een kwart van alle tv-toestellen geproduceerd en verkocht op het continent. In januari 2005 waren Vestel en zijn rivaliserende Turkse elektronica- en witgoed merk Beko goed voor meer dan de helft van alle tv-toestellen gefabriceerd in Europa. Een ander Turks elektronicamerk, Profilo-Telra, was Europa's op twee na grootste tv-producent in 2005. het EU-marktaandeel van Turkse bedrijven in de consumentenelektronica is sterk toegenomen na de douane-unie overeenkomst tussen de EU en Turkije: in kleuren-tv's van 5% in 1995 tot meer dan 50% in 2005, in digitale apparaten van 3% tot 15%, en in witgoed van 3% tot 18%.
Turkije heeft ook een grote en groeiende automobielindustrie, die in 2006 1.024.987 motorvoertuigen produceerde. Het is de op vijf na grootste autoproducent in Europa, achter Duitsland (5.819.614), Frankrijk (3.174.260), Spanje (2.770.435), het Verenigd Koninkrijk (1.648.388) en Italië (1.211.594). De automobielindustrie is een belangrijk deel van de economie sinds de late jaren 1990. De bedrijven in de sector zijn voornamelijk gelegen in de Marmara-regio. De gecombineerde capaciteit van de 6 bedrijven voor de productie van personenauto's lag op 726.000 eenheden per jaar in 2002, tot 991.621 eenheden per jaar in 2006. In 2002 had FIAT/Tofas 34% van deze capaciteit, Oyak/Renault 31%, Hyundai/Assan en Toyota elk 14%, Honda 4%, en Ford/Otosan 3%. Inclusief toeleveranciers is de Turkse auto-sector een integraal deel geworden van het wereldwijde netwerk; met een exportwaarde van meer dan 14 miljard dollar (2002) aan motorvoertuigen en onderdelen.
Turkije is ook een van de leidende scheepsbouwnaties. In 2007 stond het land op de vierde plaats in de wereld (achter China, Zuid-Korea en Japan) in termen van het aantal bestelde schepen en was het ook vierde in de wereld (achter Italië, Verenigde Staten en Canada) in termen van het aantal bestelde megajachten.
Izmir Atatürk Organized Industrial Zone (IAOIZ) is een van de grootste en modernste georganiseerde industriële zones in Turkije.

### Bouwsector
De Turkse bouwindustrie is een van de grootste, meest concurrerende en dynamische bouw/aanbestedende industrieën in de wereld. In 2007 werd een totaal van 22 Turkse bouwbedrijven geselecteerd voor de Top International Contractors-lijst opgesteld door de Engineering News-Record, die de Turkse bouw/aanbestedende industrie wereldwijd de op twee na grootste maakte achter de Verenigde Staten en China.

### Dienstensector
Telecommunicatie werd geliberaliseerd in 2004 na de oprichting van de Telecommunicatie Autoriteit. In augustus 2005 waren er 19 miljoen vaste telefoonlijnen, 36 miljoen mobiele telefoons en 12 miljoen internetgebruikers.
Het wegennet had naar schatting in 1999 een omvang van 382.397 km met inbegrip van 95.599 km verharde wegen en 1.749 km aan snelwegen. Het spoorwegnet was 8682 km, inclusief 2133 km geëlektrificeerde spoor. Er zijn 1.200 km bevaarbare waterwegen. Er waren 118 luchthavens in 1999, met inbegrip van zes internationale luchthavens in Istanboel, Ankara, İzmir, Trabzon, Dalaman en Antalya.

### Toeristische sector
Toerisme is een van de meest dynamische en snelst ontwikkelende sectoren in Turkije. Volgens reisbureaus TUI AG en Thomas Cook Group bevinden 11 van de 100 beste hotels van de wereld zich in Turkije. In 2005 waren er 24.124.501 bezoekers aan het land, die $ 18,2 miljard hebben bijgedragen aan de inkomsten van Turkije met een gemiddelde uitgaven van $ 679 per toerist. In 2007 steeg het aantal bezoekers tot 27.215.000, die $ 18,5 miljard hebben bijgedragen aan de inkomsten. In de loop der jaren heeft Turkije zich ontwikkeld tot een populaire toeristische bestemming voor vele Europeanen, vaak concurrerend met Griekenland, Italië en Spanje. Resorts in provincies zoals Antalya en Muğla (die zich in de Turkse Rivièra bevinden) zijn erg populair onder de Europese toeristen.
Sinds 2013 lopen de bezoekersaantallen van Turkije scherp terug als gevolg van de Syrische Burgeroorlog en de politieke instabiliteit wegens het steeds autocratischer beleid van president Recep Tayyip Erdoğan. Door het neerhalen van een Russische straaljager op de grens van Turkije en Syrië viel het percentage boekingen uit Rusland in 2016 terug met 95%. Ook boekingen uit Duitsland en Nederland kelderden met bijna 40%, bovenop een reeds sterke daling in de voorgaande jaren. Hoteleigenaren spraken van een 'verloren jaar'. Als de situatie niet gekeerd kan worden raakt Turkije zo'n 8% van haar BNP kwijt.

### Financiële sector

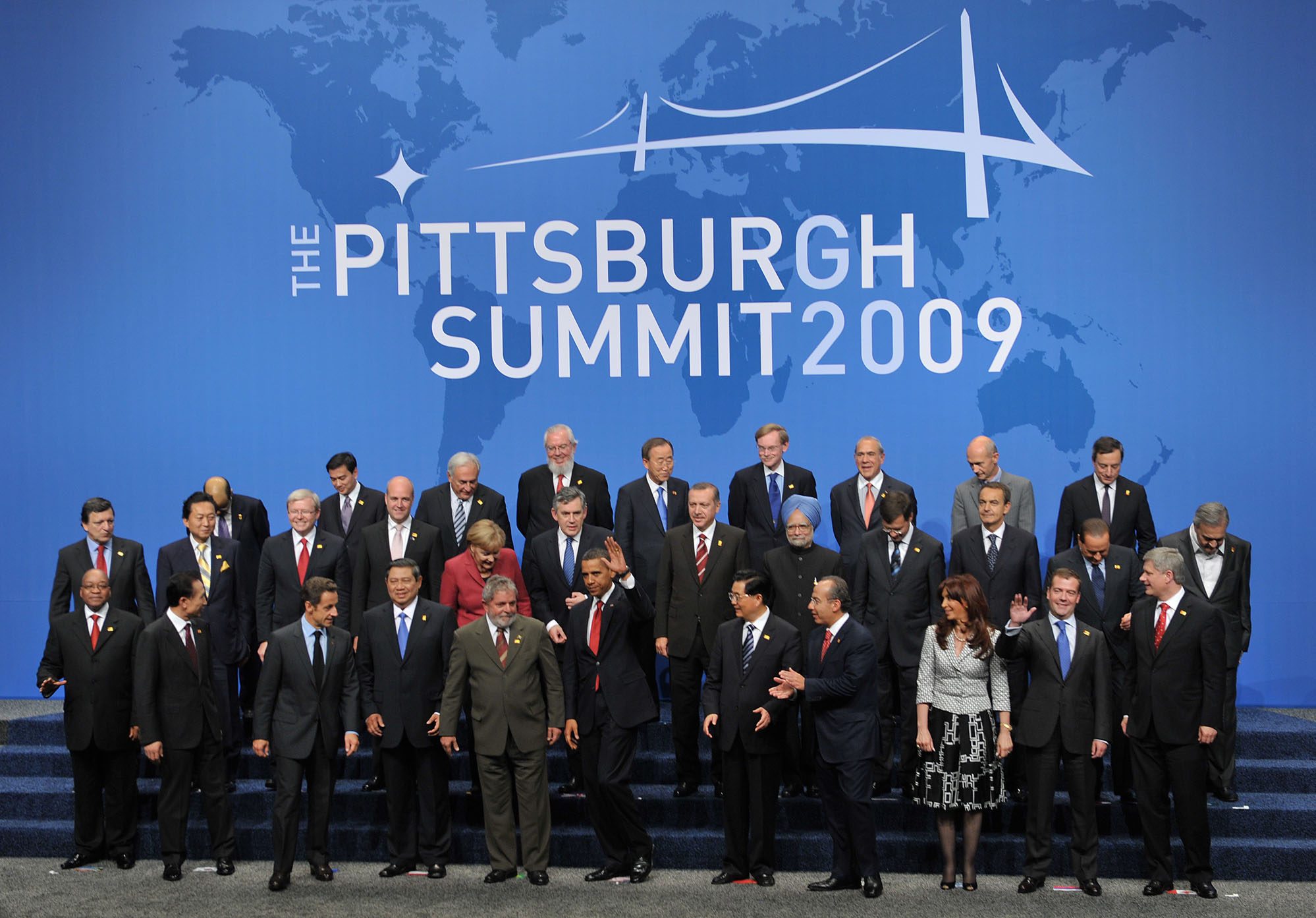
Turkije is lid van de G-20

De Centrale Bank van de Republiek Turkije (Türkiye Cumhuriyet Merkez Bankası) werd opgericht in 1930, als een bevoorrechte naamloze vennootschap. Het bezit het exclusieve recht tot uitgifte van bankbiljetten. Het heeft ook de verplichting om te voorzien in de monetaire eisen van de landbouw- en commerciële staatsondernemingen. Alle deviezenoverdrachten worden uitsluitend behandeld door de centrale bank. De bank heeft 25 binnenlandse filialen, evenals kantoren in New York, Londen, Frankfurt en Zürich.
In 1998 waren er 72 banken. Eind 2000 en begin 2001, als gevolg van een groeiend tekort op de handelsbalans en de zwakke punten in de bancaire sector, kelderde de economie in een crisis. Er was sprake van een recessie, gevolgd door de waardeverandering van de Turkse lira. Deze financiële ongeregeldheden verminderde het aantal banken tot 31. Momenteel wordt meer dan 34% van de activa beheerd in de Agrarische Bank (Ziraat Bankası), Volkshuisvesting Bank (Yapi Kredi Bankası), Isbank (Türkiye İş Bankası) en Akbank. De vijf grote staatsbanken werden in 2001 geherstructureerd. Politieke betrokkenheid werd beperkt en het beleid over lenen werd veranderd. Het overschot aan personeel blijft echter een probleem. Er zijn ook tal van internationale banken, zoals ABN AMRO, BNP Paribas, Citibank, Commerzbank, Deutsche Bank, Dexia, Fortis, HSBC, ING Bank, JP Morgan, Merrill Lynch, Société Générale, die vestigingen hebben in Turkije. Een aantal Arabische handelsbanken, die een Islamitische (zonder rentevoet) soort van bankieren beoefenen, zijn ook aanwezig in het land.
De Istanbul Stock Exchange is opgericht in 1985, terwijl de Istanbul Gold Exchange opgericht werd in 1995. De belangrijkste nationale aandelenindex is de BIST 100, samengesteld uit de 100 grootste bedrijven met een beursnotering.
De verzekeringsmarkt is officieel geregeld door het ministerie van Handel.
Na jaren van lage niveaus van directe buitenlandse investeringen (FDI), is Turkije erin geslaagd in het aantrekken van $ 21,9 miljard (2007) in FDI en zal naar verwachting een hoger bedrag aantrekken in de volgende jaren. Een reeks van grote privatiseringen, de stabiliteit bevorderd door de start van de onderhandelingen van een Turkse toetreding tot de EU, sterke en stabiele groei en structurele veranderingen in het bankwezen, de detailhandel en telecommunicatie hebben allemaal bijgedragen tot de stijging van de buitenlandse investeringen. Turkije heeft maatregelen genomen om haar investeringsklimaat te verbeteren door middel van administratieve stroomlijning, een einde te maken aan buitenlandse investeringen screening, en versterkte de wetgeving met betrekking tot de intellectuele eigendom. Nochtans, zijn er zijn een aantal geschillen met buitenlandse investeerders in Turkije en van bepaalde beleidsmaatregelen, zoals de hoge belasting van colaproducten en voortdurende verschillen in de intellectuele eigendom, remmen de investeringen. Turkije heeft een aantal bilaterale investeringen en fiscale verdragen, inclusief met de Verenigde Staten, die vrije repatriëring van kapitaal in converteerbare valuta's garanderen en dubbele belastingen verdrijven.
In de afgelopen jaren is de economische situatie gekenmerkt door grillige economische groei en ernstige onevenwichtigheden. De reële bnp-groei is hoger dan 6% in vele jaren, maar deze sterke expansie is onderbroken door scherpe dalingen van de productie in 1994, 1999 en 2001. De inflatie bleef in de hoge dubbele cijfers. Sinds 2003 is de inflatie verlaagd tot enkele cijfers en laat de economie een gemiddelde groei van 7,8% zien tussen 2002-2005. De chronisch hoge inflatie is onder controle gebracht en dit heeft op 1 januari 2005 geleid tot de lancering van een nieuwe munt, de "Nieuwe Turkse lira", om de acquisitie van de economische hervormingen vast te stellen en de sporen afvegen van een instabiele economie. Op 1 januari 2009 werd de Nieuwe Turkse lira geherintroduceerd als de "Turkse lira", met de introductie van nieuwe bankbiljetten en munten.

### Grootste bedrijven
In 2014 werden 12 Turkse bedrijven opgenomen in de Forbes Global 2000 — een jaarlijkse ranglijst van de top 2000 particuliere bedrijven in de wereld. De 12 Turkse bedrijven zijn:
| Rang | Onderneming      | Industrie              | Omzet (miljard $) | Winst (miljard $) | Activa (miljard $) | Marktwaarde (miljard $) |
| ---- | ---------------- | ---------------------- | ----------------- | ----------------- | ------------------ | ----------------------- |
| 392  | İşbank           | Bank                   | 14,6              | 2,3               | 114,3              | 9,9                     |
| 414  | Garanti Bank     | Bank                   | 9,5               | 1,9               | 101,3              | 14,9                    |
| 450  | Koç Holding      | Conglomeraten          | 34,7              | 1,4               | 90,4               | 13,2                    |
| 487  | Akbank           | Bank                   | 7,9               | 1,7               | 60,23              | 15,75                   |
| 563  | Sabancı Holding  | Conglomeraten          | 13,0              | 0,9               | 96,1               | 8,1                     |
| 659  | Halk Bankası     | Bank                   | 6,4               | 1,6               | 61,1               | 7,9                     |
| 911  | VakıfBank        | Bank                   | 6.3               | 0,9               | 62,9               | 4,8                     |
| 958  | Turkcell         | Telecommunicatie       | 6,0               | 1,2               | 10,0               | 12,5                    |
| 1124 | Türk Telekom     | Telecommunicatie       | 6,9               | 0,7               | 8,5                | 9,9                     |
| 1170 | Enka             | Bouw                   | 6,5               | 0,7               | 8,5                | 9,6                     |
| 1213 | Anadolu Efes     | Drank                  | 4,8               | 1,4               | 10,4               | 6,7                     |
| 1485 | Turkish Airlines | Luchtvaartmaatschappij | 9,9               | 0,4               | 11,8               | 4,3                     |

## Buitenlandse handel en investeringen

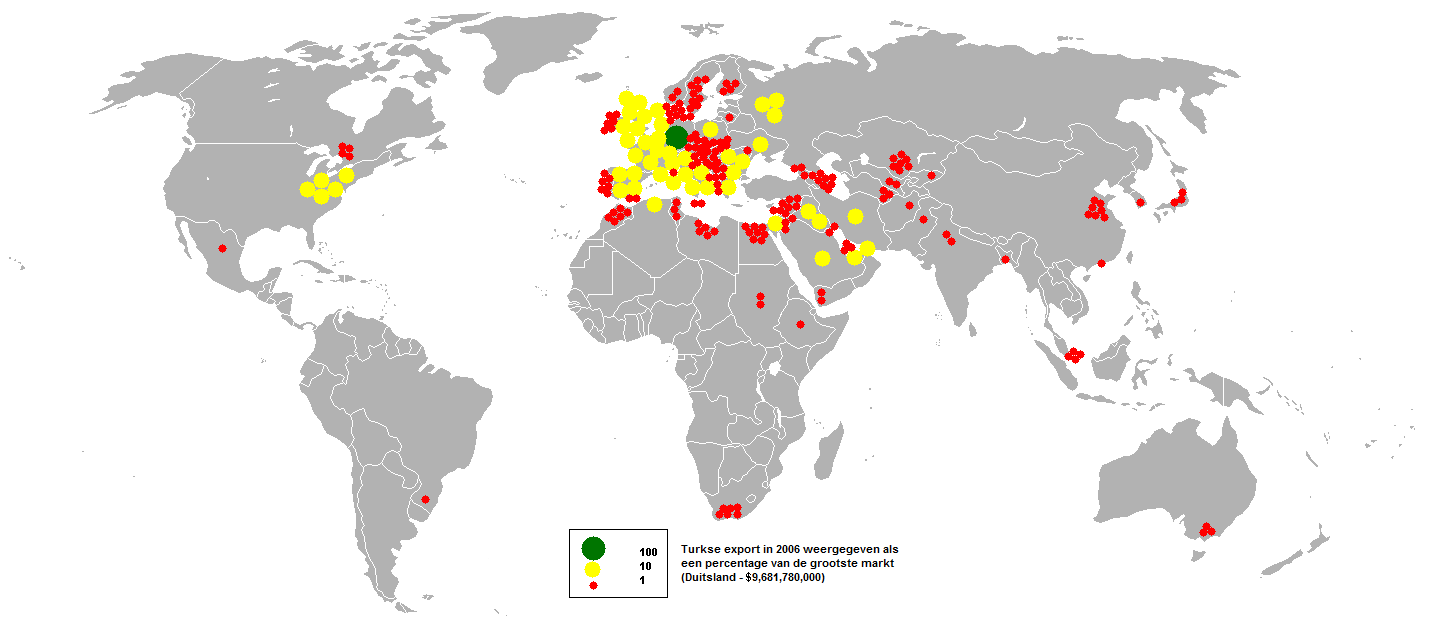
Turkse export in 2006

Turkije is een van de grootste bronnen van directe buitenlandse investeringen in Midden- en Oost-Europa en het GOS, met meer dan $ 1,5 miljard geïnvesteerd. Hiervan is 32% belegd in Rusland, voornamelijk in de natuurlijke hulpbronnen en de bouwsector, en een extra 46% in de Zwarte Zee buurlanden Bulgarije en Roemenië. Daarnaast hebben Turkse bedrijven forse DBI aandelen geregistreerd in Polen (100 miljoen dollar).
De Turkse bouwindustrie is een belangrijke speler (bijvoorbeeld Enka, Tekfen, Gama en Üçgen Insaat), alsmede de drie industriële groepen, namelijk Anadolu Efes-Fractie, ŞişeCam Groep en Vestel Group.
Turkije bereikte in 2007 een uitvoer van $ 115,3 miljard, maar de invoer steeg tot $ 162,1 miljard, voornamelijk door het stijgende binnenlandse vraag naar energiebronnen zoals aardgas en ruwe olie. Turkije heeft een doelstelling van $ 200 miljard aan uitvoer in 2013 en een totale handelsvolume van ten minste $ 450 miljard. De inhoud van de Turkse uitvoer is aanzienlijk veranderd in de laatste twee decennia. Aandeel van aardgas daalde van 74% in 1980 tot 30% in 1990 en 12% in 2005. Aandeel van de midden/hoog-technologische producten is gestegen van 5% in 1980 tot 14% in 1990 en 43% in 2005.
Turkijes belangrijkste handelspartners zijn de Europese Unie (59% van de export en 52% van de invoer in het jaar 2005), de Verenigde Staten, Rusland en Japan. Turkije heeft geprofiteerd van een douane-unie met de Europese Unie, ondertekend in 1995, voor stijging van de industriële productie bestemd voor export en tegelijkertijd profiteren van buitenlandse investeringen van EU-oorsprong in het land.

## Natuurlijke hulpbronnen
Turkije staat tiende in de wereld in termen aan de diversiteit van de mineralen productie in het land. Ongeveer 60 verschillende mineralen worden momenteel geproduceerd in Turkije. De grootste minerale afzettingen in het land zijn boorzouten. De reserves van Turkije bedraagt tot 72% van het wereldwijde totaal.
Turkije is een olieproducent, maar het niveau van de productie is niet voldoende genoeg voor het land zelf. Als gevolg hiervan is het een netto-importeur van olie en gas.
Het netwerk van pijpleidingen in Turkije is 1738 km bestemd voor ruwe olie, 2321 km voor aardolieproducten, en 708 km voor aardgas in 1999. Verschillende belangrijke nieuwe pijpleidingen worden gepland, met name de Bakoe-Tbilisi-Ceyhanpijpleiding voor Kaspische olievelden, de langste in de wereld, die geopend is in 2005.
Volgens het CIA World Factbook zijn de andere natuurlijke hulpbronnen onder meer: steenkool, ijzererts, koper, chroom, uranium, antimoon, kwik, goud, bariet boraat, celestiet (strontium), amaril, veldspaat, kalksteen, magnesiet, marmer, perliet, puimsteen , pyriet (zwavel), klei, waterkracht en geothermische energie.
Het erts borax, waaruit het element boor wordt gewonnen, is zeer overvloedig aanwezig in Turkije. Turkije is veruit de grootste producent van boor ter wereld.

### Energie
Ter dekking van de verhoging van de energiebehoeften van de bevolking en het zorgen voor de verdere verhoging van de levensstandaard heeft Turkije plannen voor verschillende kerncentrales. Voorstellen voor kernenergie werden al in de jaren 1960, maar de plannen werden herhaaldelijk geannuleerd, zelfs na biedingen die zijn gedaan door de betrokken fabrikanten, vanwege de hoge kosten en betreft de veiligheid ervan. Turkije heeft altijd gekozen voor de CANDU kernreactoren, omdat ze natuurlijke uranium branden die goedkoop is, lokaal beschikbaar en omdat ze online opnieuw getankt kunnen worden. Dit heeft geleid tot ongemakkelijke gevoelens bij de buurlanden van Turkije, omdat het ideaal is voor het produceren van wapens van plutonium.
Turkije heeft de 5de hoogste direct gebruik en capaciteit van geothermische energie in de wereld.

## Arbeid
De Turkse beroepsbevolking is flexibel, met een breed spectrum aan vaardigheden van ongeschoolden tot aan hooggekwalificeerden. Turkije is verplicht de werkgelegenheid en de sociale wetten van de Europese Unie toe te passen voor het verkrijgen van een lidmaatschap. In januari 2007 berekende Eurostat het minimumloon in Turkije als € 366, die hoger was dan het minimumloon in negen lidstaten van de Europese Unie, namelijk Bulgarije (€ 92), Roemenië (€ 114), Letland (€ 172), Litouwen ( € 174), Slowakije (€ 217), Estland (€ 230), Polen (€ 246), Hongarije (€ 258) en Tsjechië (€ 288), terwijl minder dan het minimumloon in Portugal (€ 470).

## Milieu
Met het stichten van het Turkse Ministerie van Milieu in 1991 is Turkije begonnen met het maken van aanzienlijke vooruitgang op een aantal van de meest urgente milieuproblemen. De meest ingrijpende verbeteringen waren de vermindering van luchtvervuiling in Istanboel en Ankara. De dringende behoeften zijn voor de waterzuiveringsinstallaties, installaties voor de behandeling van afvalwater, beheer van vaste afvalstoffen en de instandhouding van de biodiversiteit. Gemiddeld zijn de milieuprestaties van particuliere bedrijven veel beter dan het grote aantal staatsondernemingen.